# Heaven (песня Кейна Брауна)
«Heaven» — четвёртый сингл американского кантри-певца Кейна Брауна с его дебютного студийного альбома Kane Brown. Сингл был издан звукозаписывающим лейблом RCA Nashville 13 ноября 2017 года.

## Информация о песне
Авторами песни стали Блэйк Энтони Картер, Энтони Макгинн и Линдси Раймс. Журнал Billboard охарактеризовал «Heaven» как «романтичный медленный джем». Кейн Браун случайно услышал эту песню во время работы над своим другим треком «What’s Mine Is Yours», и песня напомнила ему о его невесте.
Песня написана в тональности Ля мажор, умеренно медленно темпе в 80 ударов в минуту; последовательность аккордов — D-A-F♯m-E, вокал Кейна Брауна охватывает две октавы от Фа♯3 до Фа♯5.
Видеоклип к песне «Heaven», снятый режиссёром Алексом Альвгой, вышел 6 октября 2017 года.

## Коммерческий успех
«Heaven» достиг первого места в кантри-чарте Country Airplay в дату 19 мая 2018 года, став вторым чарттоппером Брауна. Трек также добрался до второго места в Hot Country Songs. К апрелю 2019 года тираж сингла составил 722,000 копий в США. 29 сентября 2020 года сингл получил 6-кр. платиновую сертификацию Recording Industry Association of America (RIAA) за общий тираж продаж и стриминговых эквивалентных единиц в сумме более 6 млн единиц в США.

## Позиции в чартах
| Чарт (2017—18)                      | Наивысшая позиция |
| ----------------------------------- | ----------------- |
| Канада (Billboard Canadian Hot 100) | 35                |
| Канада (Billboard Country)          | 1                 |
| США (Billboard Hot 100)             | 15                |
| США (Billboard Country Airplay)     | 1                 |
| США (Billboard Hot Country Songs)   | 2                 |

| Чарт (2018)                      | Позиция |
| -------------------------------- | ------- |
| Canada (Canadian Hot 100)        | 93      |
| US Billboard Hot 100             | 53      |
| US Country Airplay (Billboard)   | 1       |
| US Hot Country Songs (Billboard) | 2       |

| Чарт (2010—2019)                 | Позиция |
| -------------------------------- | ------- |
| US Hot Country Songs (Billboard) | 12      |

## Сертификации
| Регион                                                                      | Сертификация  | Продажи             |
| --------------------------------------------------------------------------- | ------------- | ------------------- |
| Канада (Music Canada)                                                       | 3× Платиновый | 240 000             |
| США (RIAA)                                                                  | 6× Платиновый | 6,000,000 / 722,000 |
| Данные о продажах + прослушиваниях приведены только на основе сертификации. |               |                     |